# Галаксија (рачунар)
Кућни рачунар Галаксија је развио Воја Антонић 1983. године. Као микропроцесор је користио Z80A а имао је RAM од 6 -а. Спољна меморијска јединица је била касетофон а као монитор се користио обичан телевизор, по могућности са видео улазом.

## Историја
Антонић је по својим речима рачунар почео да пројектује у хотелу „Теута“ у Рисну, а први је пут показан на штанду Завода за уџбенике и наставна средства на 14. међународном сајму опреме и средстава за савремену наставу — Учила '83, у Београду у октобру 1983. Предузећа која су сарађивала на производњи рачунара била су Завод за уџбенике и наставна средства из Београда и Електроника-Инжењеринг из Земуна.

## Градња
Галаксија је постојала у две верзије. Комерцијалну верзију је склапала и продавала школарцима мала радионица Електроника Инжењеринг, док је „уради сам“ верзија описана у специјалном издању часописа „Галаксија“ под насловом „Рачунари у вашој кући“. Да би аматерска самоградња била лакша, организовано је уношење разних делова из Аустрије, прављење и дистрибуција матичних плоча и тастатура као и програмирање EPROM-а са оперативним системом. За склапање рачунара је било потребно између 8 и 24 сата. Током периода од око годину дана у Југославији је направљено преко хиљаду примерака рачунара за игрице Галаксија.
Цена рачунара у самоградњи је била око 200 немачких марака што није било мало, али је било барем два пута јефтиније од било ког рачунара за игрице који се могао купити на тржишту. Осим тога, тада је прописима био забрањен увоз било чега (па и рачунара) што кошта више од педесетак немачких марака, па је и то представљало мотив за многе да сами направе свој први рачунар за игрице.

## Програми (софтвер)
Воја Антонић је написао првих неколико програма (игрица) за Галаксију (Замак, Jumping Jack...) а програме су писали и други. Многи програми су емитовани у радио емисијама „Вентилатор“ Зорана Модлија на Радију Београд 202, а објављивани су у часописима „Рачунари“, „Свет компјутера" и „Мој Микро" све до почетка деведесетих.

## Техничке особине
- Процесор: ZiLOG Z80A на 3,072
- Галаксија  „“ ( „A“ или „1“) – 4 kB EPROM (2732 EPROM) са једноставним оперативним системом, и Галаксија BASIC код за БЕЈЗИК програм преводилац.
- Галаксија  „“ ( „B“ или „2“) – 4 kB (опционо, исто 2732 EPROM), дајући додатне БЕЈЗИК команде, машински језик (асемблер), монитор машинског кода и друго.
- Галаксија ROM за знакове – 2 kB (2716 EPROM) садржи дефиниције симбола (слова и знакова)
- Меморија RAM: 2 до 6 kB статичке меморије (6116 RAM) у основној верзији, могуће проширење до 54 килобајта.
- Текст: 32 × 16 слова или знакова, црно-бело
- Псеудо-графика: 2×3 матрица, укупно 64×48 тачака.
- Звук: Нема, али интерфејс за касетофон је могао да се користи у ту сврху, као на Спектруму (ZX Spectrum).
- Спремање података: касетофонска трака, снимање брзином од 280 бита у секунди.
- Улазни и излазни портови: 44-пински ивични конектор („Edge connector“) са Z80 бусом, касетни магнетофон (DIN конектор), црно-бели видео-сигнал са PAL синхронизацијом, (DIN конектор), и UHF антенски излаз (RCA конектор).

## Видео систем
Пошто рачунар није имао видео картицу, микропроцесор је морао да посвећује део свог времена стварању слике. Није уобичајено да се микропроцесор користи за генерисање видео-сигнала. 
Идеја да процесор рачунара може да обавља и ту функцију потекла је од Дона Ланкастера (Don Lancaster – плодни писац рачунарске литературе осамдесетих и деведесетих година прошлог века) и описана је у књизи „The Cheap Video Cookbook“ објављеној 1978. године (Howard W. Sams & Co., Inc.). Аутор је користио микропроцесор Rockwell 6502, веома мало додатног хардвера, скуп потпрограма и пуно креативно употребљеног знања о раду телевизијских апарата на којима је требало да се прикаже слика. Описани су начини генерисања графике и текста различитих резолуција. Употребљен је микропроцесор 6502 јер је могао да генерише промене на својим адресним линијама у такту од једне микросекунде извршавајући једноставан програм. Сам програм којим се то постизало није имао превише смисла са становишта програмирања јер се састојао од низа истих инструкција. Истоветну идеју, али пакујући додатни хардвер у посебан чип (ULA – User Logic Array), искористио је Клајв Синклер (Clive Sinclair) за своје рачунаре ZX80 и ZX81 као и ZX Spectrum, пуштене у продају 1980, 1981. и 1982. године.
Галаксија је настала у тежњи да се начини рачунар за игрице са разумном ценом за наше тржиште гладно рачунара-играчки. Основа, до усвајања идеје Дона Ланкастера, био је рачунар TRS Model 1 са 4 kB BASIC интерпретером. Настојање да се стандардно начињена видео јединица упрости није давало прихватљиве резултате тако да је сазнање о могућности генерисања слике уз помоћ микропроцесора значајно допринело појављивању Галаксије као производа. Вештина Воје Антонића је у томе што је успео да „натера“ микропроцесор Z80 да обавља исти посао као и микропроцесор 6502 иако је то било теже за извођење (али је свакако успело Клајву Синклеру неколико година раније). Овим поступком су добијени изузетно јефтини рачунари за игрице.
Сам аутор Галаксије, у чланку посвећеном настајању овог рачунара, наводи други извор идеје потекле од употребе микропроцесора CDP 1802 на начин који је лансирао Дон Ланкастер. Могуће је да је коришћење те идеје разјаснило неке недоумице у начину реализације који је применио Клајв Синклер с обзиром да се није могао имати директан увид у садржај специјалног чипа израђеног за ту намену. Аутор Галаксије је свакако имао приступ коду рачунара ZX81 јер је дисасемблирани ROM овог рачунара већ био објављен, одакле се могао видети начин који је користио Синклер.
Микропроцесор је био довољно брз да генерише слику и да у време повратка млаза извршава Галаксија BASIC програм. 

## Детаљни подаци
Детаљнији подаци о рачунару Galaksija су дати у следећој табели.
|                       |                                               |
| [ 2 ]                 |                                               |
| Произвођач            | Електроника Инжењеринг (склопљена верзија)    |
| Тип                   | кућни рачунар за игрице                       |
| Меморија              | од 2 до 6                                     |
| Поријекло             | СФР Југославија                               |
| Година                | 1983                                          |
| Тастатура             | Тастатура са пуним помаком тастера            |
| Процесор              |                                               |
| Фреквенција процесора | 3,072                                         |
| RAM                   | од 2 до 6                                     |
| ROM                   | 4 (све до 8 kB), неколико ROM подножја доступно |
| Текст                 | 32 × 16                                       |
| Графика               | 64 × 48 (полу-графички мод)                   |
| Боја                  | монохроматска                                 |
| Звук                  | нема                                          |
| Димензије             | непознато                                     |
| Портови               | за проширење са делом линија микропроцесора   |
| Оперативни систем     | Галаксија BASIC интерпретер                   |

## Емулатори
- Емулатор рачунара Галаксија, DOS, Миодраг Јевремовић
- емулатор Галаксије
- емулатор, отворени код

## Интернет музеји
- Музејска страна о Галаксији
- Чланак на словеначком о Галаксији